# Жаскайрат (Западно-Казахстанская область)
Жаскайрат (каз. Жасқайрат, до 199? года — Куйгенколь) — село в Жанибекском районе Западно-Казахстанской области Казахстана. Административный центр Куйгенкольского сельского округа. Код КАТО — 274243100.

## Население
В 1999 году население села составляло 912 человек (448 мужчин и 464 женщины). По данным переписи 2009 года, в селе проживали 754 человека (358 мужчин и 396 женщин).